# Norrtorp, Sköllersta socken
Norrtorp var ett slott och en jordbruksegendom i västra delen av Sköllersta socken, Kumla kommun.

## Egendomen
Gustaf August Coyet (1809-1893) härstammade från Nynäs i Ekeby socken. Han anlade godset Norrtorp på 1860-talet. Coyet köpte upp flera egendomar, och Norrtorp blev på så sätt ett storgods. Efter Gustaf Adolf Coyets död övergick godset till hans barnbarn Gillis, Achates och Hedvig. När godset delades blev Gillis Coyet ensam ägare till Norrtorp. År 1927 såldes Norrtorp till godsägare Carl Magnusson, som i sin tur sålde egendomen vidare till C.G. Lundberg. Svenska skifferoljeaktiebolaget fick på 1940-talet koncession för utvinning av skifferolja inom Norrtorp. Efterhand exproprierades egendomen. Efter att slottet rivits (se nedan) utnyttjades förvaltarbostaden under ett antal år som huvudbyggnad. På slottets ägor ligger nu Sakab.

## Norrtorps slott
Slottet ritades av arkitekten Carl Lundmark från Örebro. Slottet byggdes under åren 1874-1875. Det var byggt i sten i tre våningar på kvadratisk grundplan, och försett med fyra hörntorn och ett mittorn. Slottet innehöll 20 rum. På 1930-talet utnyttjades slottet som pensionat, epileptikerhem och vårdhem för manliga förståndshandikappade. Slottet revs 1946 av Svenska skifferoljeaktiebolaget för att kunna fortsätta skifferbrytningen på såväl slottstomten som det vidsträckta parkområdet.